# سیتالبی
سیتالبی گروهی از صوفیان آذری زبان در شهرستان ماه نشان استان زنجان و قسمت‌های جنوبی استان آذربایجان شرقی هستند. 
سیتالبی‌ها مقید به گذاشتن سبیل(شارب) هستند و مراسم خاصی به نام نیاز در مکان‌هایی به اسم جمع خانه انجام می‌دهند. این افراد در ماه رمضان روزه نمی‌گیرند ولی در اواسط زمستان سه روز، روزه می‌گیرند.